# 中華人民共和国の高速鉄道

中国の高速鉄道路線網
300 - 350 km/h
200 - 299 km/h（新線）
200 - 250 km/h（改良線）
在来線

中華人民共和国の高速鉄道（ちゅうかじんみんきょうわこくのこうそくてつどう）では、中華人民共和国における高速鉄道について記す。中国では高速列車のサービスが2007年に導入され、現在では多くの幹線で高速運転が行われているほか、建設中の高速鉄道用の路線や計画が多く存在している。

## 概要
中国の高速鉄道網は、高速化された在来線、高速鉄道用の新線とリニアモーターカーからなっている。幹線での高速列車の運営は、2007年4月の中国国鉄（現・中国鉄路）によるCRH型車両導入により開始された。動車組や和諧号（調和・ハーモニーの意）の名称で呼ばれ、中国では最優等列車となっている。
中国鉄路によると、2021年時点で営業中の鉄道網の総延長は約15万kmで、そのうち約4万kmが高速鉄道となっており、2025年には5万キロに達すると発表されている。4万kmという長さは世界の全高速鉄道網の2/3以上を占め、国別では2位のスペインの総延長3,662kmの10倍以上の長さとなっている。中国鉄路は最終的には国内の人口50万以上の都市を全てHSRで結ぶ計画となっており、2035年までに総延長7万kmを目指している。
最大のドル箱路線は北京から上海を最速4時間28分で結ぶ京滬高速鉄道で、2019年は年間2.1億人を輸送した。
2010年12月の時点で、中国には世界一長い8,358kmの高速鉄道網があり、そのうちの2,197kmは世界最高の営業速度である350km/hに対応している。2007年には237,000人であった一日当たりの平均利用者数は、2008年には349,000人、2009年には492,000人、2010年には796,000人と増加していて、2007年4月からの輸送実績は6億人に達している。
2011年1月に国際鉄道連合が発表した統計では中国の営業中の高速鉄道は4,175kmである。日本は1964年に東海道新幹線を開業させて以来、高速鉄道の総延長距離では40年以上にわたり世界をリードしてきたが、2009年に中国に追い抜かれた。中国では、土地の個人所有は認められていないことから、公共事業における土地の強制収用は容易であり、プロジェクトが一度動き出してしまえば建設のピッチが速いことも特徴となっている。
2008年の世界金融危機の際に内需拡大のための4兆元の公共投資策（内需拡大十項措置）の一環で2010年代には世界の高速鉄道の距離の3分の2も占める世界最長の高速鉄道網が建設されることとなった。2010年時点で30,000km以上の建設中区間があり、また2011年には建設に7000億元の投資をして、高速鉄道網は2011年末には13,073km、2015年末には25,000kmという計画を掲げた、この結果、2018年末現在の路線長は2万9000kmに達している。一方、人口の希薄な地域も含めた路線の拡大は採算性を度外視した側面もあり、運営を司る中国国家鉄路集団有限公司の2018年9月時点の負債総額は、5兆2,800億元（約86兆円）に達していると推計されている。

## 沿革
中国の高速鉄道計画は1990年代の初めに開始された。中華人民共和国鉄道部が1990年12月の全人代で北京・上海間の高速鉄道建設案を提出した。この計画は、需要に対して在来線である京滬線の線路容量がすでに不足しつつあることが背景にあり、科学技術部、国家発展改革委員会、商務部と鉄道部が共同でとりまとめた。1994年12月に国務院は計画の実現可能性の調査を委託した。政策研究者は計画の必要性と採算性を研究したが、将来の経済成長を加速させるとして推進する意見と、外国の高速鉄道は建設コストが高く、採算性に疑問があるため、在来線に線路容量の増加と運行間隔の短縮といった改良を加えればよいとして建設に反対する意見があった。1995年に李鵬首相が第9次五カ年計画（1996 - 2000年）に計画の準備を盛り込んだが、20世紀中にこの計画の具体的進展はなかった。

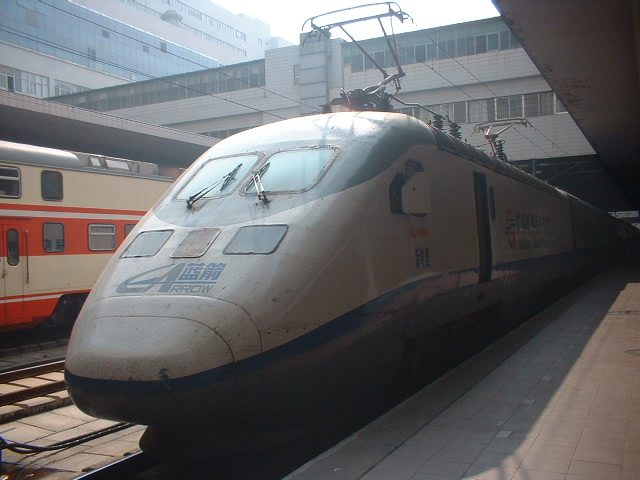
中国国鉄DJJ_{1}型電車「藍箭」は210km/h運転が可能で、2001年の導入当初は広深線で運用された。

### 鉄道高速化

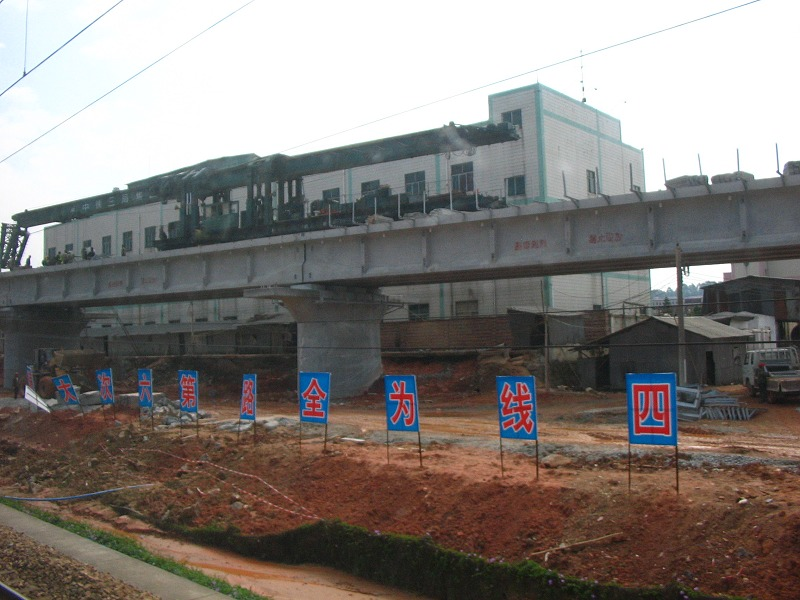
広深線は複々線化工事によって、全線で客貨分離された。中国国内でも高速化の整備が早かった鉄道の1つである（写真は2007年2月の複々線化工事の様子）。

1993年の中国の旅客列車の平均速度は48km/hしかなく、発展していく高速道路網を通る自動車や航空にシェアを奪われつつあった。中国国鉄は複線化、電化、トンネルや橋の建設によるルート変更での勾配や曲率の緩和といった線形の改善、ロングレール化によって、在来線の速度と容量を増加させることにした。1997年4月、1998年10月、2000年10月、2001年9月、2004年4月、2007年4月の合計6回にわたり、鉄道高速化が行われてきた。なお、第6次鉄道高速化までの路線延長は、複線は2倍にカウントされている点に注意を要する。
1997年4月の第1次鉄道高速化は京広線、京滬線、京哈線の3大幹線を中心に実施され、1998年10月の第2次高速化もこの3線で実施された。その2年後の第3次高速化では隴海線、蘭新線、京九線、浙贛線が加えられ、第4次高速化は京九線、武漢 - 成都（漢丹線、襄渝線、達成線）、京広線南部、浙贛線と哈大線を中心に実施された。2004年の第5次鉄道高速化は全土のほとんどの幹線区間で実施され、7,700kmが当時の最高速度である160km/hに対応するようになった。
鉄道高速化の例をあげると、広深線は国産のDF型ディーゼル機関車を使って、1994年12月に中国国内で初めて160km/h運転を達成し、1998年には電化されてスウェーデンのX2000が導入され、200km/h運転を開始した。2000年には三線化、2007年には複々線化が完了し、中国では初めて貨物列車と旅客用高速鉄道の客貨分離が実現した。
2007年4月の第6次鉄道高速化ではごく一部でしか導入されてこなかった高速列車が多くの在来線に導入されて、最高速度は、846kmの路線では250km/hに、また6,003kmでは200km/hになった。また最高速度が160km/h以上の路線は14,000km、最高速度が120km/h以上の路線は22,000kmになり、旅客列車の平均速度は70km/hまで上がった。ノンストップの都市間特急も広がり、北京・福州間の所要時間は33時間29分から20時間以下に短縮された。
第6次鉄道高速化では鉄道設備の改善とダイヤ編成能力の向上だけでなく、中国国外の技術による中国鉄路高速車両（CRH型車両）が導入された。2007年4月には52編成のCRH型車両によって280本の列車が運転され、2007年中に158編成による514本の列車の運転をする計画が立てられた。CRH型車両によって北京・上海間1,463kmの所要時間は2時間短縮され10時間以下になった。上海・南昌間、上海・長沙間の所要時間はそれぞれ5時間8分、7時間30分となり、どちらも半減している。
第1 - 6次鉄道高速化
| 回数  | 年月日         | 以下の各速度以上での走行が行われている累計距離 (km) （ただし複線は2倍にカウントされている） | 以下の各速度以上での走行が行われている累計距離 (km) （ただし複線は2倍にカウントされている） | 以下の各速度以上での走行が行われている累計距離 (km) （ただし複線は2倍にカウントされている） | 以下の各速度以上での走行が行われている累計距離 (km) （ただし複線は2倍にカウントされている） | 以下の各速度以上での走行が行われている累計距離 (km) （ただし複線は2倍にカウントされている） | 国内の 旅客列車 平均速度 (km/h) | 脚注          |
| 回数  | 年月日         | 120km/h                                                                                     | 140km/h                                                                                     | 160km/h                                                                                     | 200km/h                                                                                     | 250km/h                                                                                     | 国内の 旅客列車 平均速度 (km/h) | 脚注          |
| ----- | -------------- | ------------------------------------------------------------------------------------------- | ------------------------------------------------------------------------------------------- | ------------------------------------------------------------------------------------------- | ------------------------------------------------------------------------------------------- | ------------------------------------------------------------------------------------------- | ------------------------------- | ------------- |
| 第1次 | 1997年4月1日   | 1,398                                                                                       | 1,340                                                                                       | 752                                                                                         |                                                                                             |                                                                                             | 54.9                            | [ 27 ]        |
| 第2次 | 1998年10月1日  | 6,449                                                                                       | 3,522                                                                                       | 1,104                                                                                       |                                                                                             |                                                                                             | 55.2                            | [ 28 ]        |
| 第3次 | 2000年10月21日 | 9,581                                                                                       | 6,458                                                                                       | 1,104                                                                                       |                                                                                             |                                                                                             | 60.3                            | [ 29 ] [ 30 ] |
| 第4次 | 2001年11月21日 | 13,166                                                                                      | 9,779                                                                                       | 1,104                                                                                       |                                                                                             |                                                                                             | 62.6                            | [ 31 ]        |
| 第5次 | 2004年4月18日  | 16,500                                                                                      |                                                                                             | 7,700                                                                                       | 1,960                                                                                       |                                                                                             | 65.7                            | [ 32 ]        |
| 第6次 | 2007年4月18日  | 22,000                                                                                      |                                                                                             | 14,000                                                                                      | 6,003                                                                                       | 846                                                                                         | 70.2                            | [ 21 ] [ 23 ] |

在来幹線の改良と高速列車の導入によって線路容量が増加し列車本数と輸送力が増加したが、在来幹線では旅客用の高速列車と重量貨物列車が競合することが多い（5分間隔のことなどもある）。高速化された在来幹線には、さらなる列車の高速化と輸送力の増強に対応するため、旅客専用線と呼ばれる高速鉄道の建設計画が浮上した。

### 高速鉄道の方式をめぐる議論

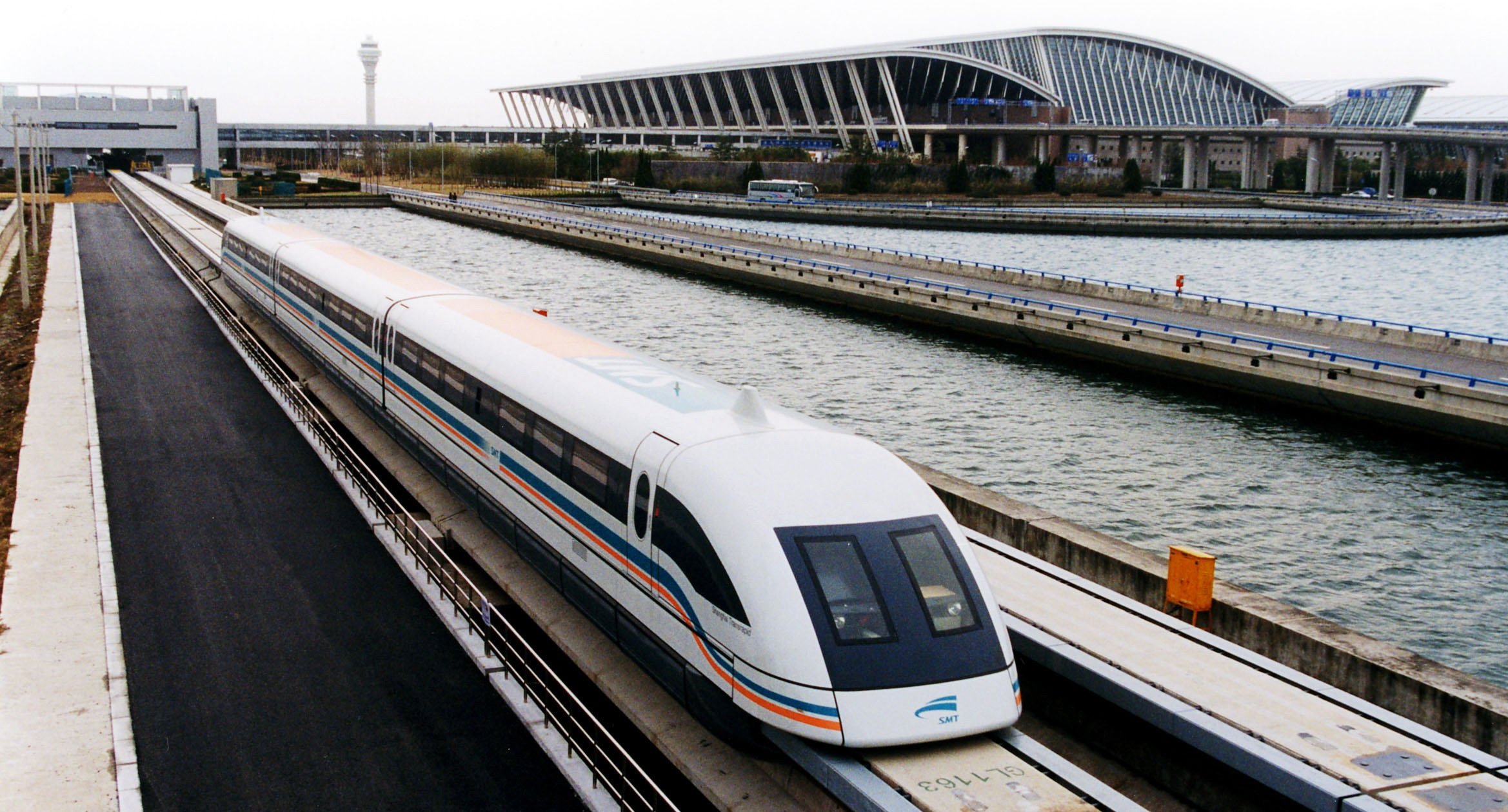
ガイドウェイの上を進み、浦東国際機場駅を出発する上海トランスラピッド

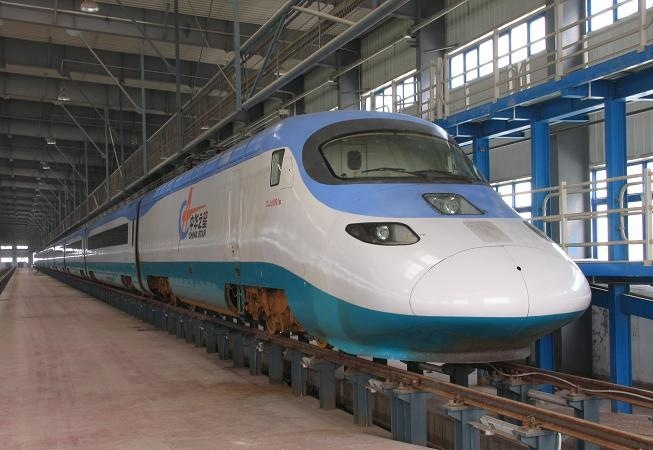
2002年に秦瀋旅客専用線での試験走行で321.5km/hの当時の国内最速記録を出したDJJ_{2}型「中華之星」。 だが、運行上のトラブルによって中国国外の技術導入につながることとなった。

中国の高速鉄道路線建設には当初、方式をめぐる議論があった。1998年6月の国務院、科学技術部と工程院の会議において、朱鎔基首相が、計画作成中の京滬高速鉄道でのリニアモーターカー方式採用の実現性を質問した。当時、関係者の間では従来の方式と同じ標準軌の旅客専用新線建設と磁気浮上式のリニアモーターカー路線建設で意見が分かれていた。
上海市政府が上海浦東国際空港と市内中心部とを連絡する約30kmのトランスラピッドについて、ドイツ側とのターンキー（完成品引き渡し方式）契約を結んだ2000年には、リニアモーターカーの実現性が高くなった。2003年に世界初の磁気浮上式高速鉄道である上海トランスラピッドが開通した。最高速度430km/hで約30kmを7分20秒で結んでいて、これは営業中の旅客列車としては世界最速であったが、現在は最高速度を300km/hまで落としている。
リニアモーターカーは速度ではかなり優位であるが、高いコスト、ドイツ側が中国側への技術提供に懸念していることに加え、絶対的な安全性への疑問もあり、中国全土の高速鉄道網では利用は広がらなかった。上海トランスラピッドへの投資は上海市政府だけで100億人民元と言われており、また一部はドイツ側からの支援があった。トランスラピッドの共同事業体が、中国に製造技術と権利を提供することに消極的なことで、大規模なリニアモーターカーの建設や車両製造のコストは、標準軌の高速鉄道技術と比較してかなり高くなると見込まれた。さらに、計画路線沿線の住民がリニアの電磁波による健康被害を懸念し、反対運動をした。これらの問題点から、計画されていた上海・杭州リニア線の建設は凍結された。より短い、上海虹橋国際空港へのトランスラピッドの延伸も進んでいない。なお、上海地下鉄2号線の延伸により2空港間は結ばれ、上海・杭州間には滬杭旅客専用線が開業した。
上海ではリニアモーターカーが注目されたが、新たに完成した秦瀋旅客専用線では、高速鉄道の試験が盛んに行われた。秦瀋旅客専用線は全線が標準軌、複線電化の全長405kmの路線で、1999年に着工、2003年に開業した。2002年9月にはこの路線で国産のDJF2型「先鋒号」が 292.8 km/h の記録を出した。同年11月にはDJJ2型「中華之星」が321km/hを記録した。秦瀋旅客専用線によって250km/hでの営業運転が可能になり、北京と中国東北部の間の旅客輸送の一翼を担っている。秦瀋旅客専用線の開業によって、在来線と旅客専用線との規格の互換性の利点が明らかになった。
2004年、国務院は鉄輪式高速鉄道建設計画である「中長期鉄道網計画」を決定した。この決定によって方式についての議論は終わり、標準軌の旅客専用線の建設を迅速に推し進める方針が明らかになった。

### 中国国外からの技術の導入
国産技術で高速鉄道車両を開発しようと開発されたDJJ2型「中華之星」等の国産車両は、試験走行での好成績は残したものの、トラブルが頻発して、高速での営業走行に十分な信頼性がなかった（実際、営業最高速度は160km/hになっている）。
そのため中華人民共和国国務院は方針を転換し、自国技術での高速鉄道開発を諦め、中国国外からの技術移転で、自国の高速鉄道車両を開発することに軸足を移すことになるが、同時に中国国外の企業に頼るのではなく、技術提供を受け、国内の技術発展に使うという方法を明らかにした。国務院と鉄道部、国営企業である中国南車、中国北車（現：中国中車）は中国の持つ高速鉄道の巨大市場の魅力で、中国国外の企業に投資と技術移転を促し、中国側にも進出企業側にもメリットが生じるような方法を使っている。
2003年には、日本の新幹線技術、特に後に中華民国・台湾で導入される700系に関心があるといわれていた。日本側は優れた新幹線技術の売り込みと、有利な資金プランの提供の申し出を積極的にしてきた。ある研究では、技術提供を勝ち取った日本企業は中国の8,000km以上の高速鉄道の建設ができるというシナリオが描かれた。
しかしインターネットを中心とする、中国の日本に対する厳しい世論が原因となり、日本企業からの技術移転に反対するウェブサイトが立ち上がり、100万人以上の賛同が集まった。中華人民共和国鉄道部は決定を保留し、入札者を増やして、中国国外の技術の採用の際には多様な技術を採用することにした。
2004年6月、鉄道部は200編成の200km/hで走行する車両の入札を始めた。フランスのアルストム、ドイツのシーメンス、ボンバルディア・トランスポーテーション、川崎重工業を中心とする日本の企業連合が入札に参加し、1編成につき3億5,000万元、さらに技術移転に関して3億9,000万ユーロの支払いの要求を変えなかった、シーメンス以外の3者との一部ずつの契約が成立した。
3者とも中国側が指定する共通規格での製造が要求され、また中国企業との協力、もしくは共同企業体の構成が要求された。ボンバルディアは中国南車集団の子会社の青島四方機車車輛との合弁企業である、青島四方龐巴迪鉄路運輸設備有限公司（青島四方ボンバルディア鉄路運輸設備、略称：BST）を設立し、Reginaをベースにした8両編成のCRH1型を40編成受注し、2006年に完成させた。
川崎重工業は、E2系の200km/hをベースにしたCRH2型60編成を93億円で受注した。60編成のうち、完成品3編成は名古屋港から直接輸送され、部品6編成分は青島四方機車車輛で組み立てられ、残りの51編成は、日本製の一部精密部品以外は移転された技術で現地生産された。第一陣となる車両は2006年3月1日に神戸港から輸出され、7月31日より青島四方機車車輛にて国産化が開始された。
アルストムはETR600をベースにしたCRH5型60編成を受注した。60編成のうち、完成品3編成はサヴィリアーノから直接輸送され、部品6編成分は中国北車集団の子会社の長春軌道客車で組み立てられ、残りの51編成は移転された技術で現地生産された。
翌2005年、シーメンスは入札したチームを見直し、コストを削減し、300km/hの列車60編成の受注に成功した。この列車はICE 3をベースにしたCRH3であり、唐山軌道客車がライセンス生産した。部品、車体、ボギー台車、変圧器、電動機、ブレーキや運行管理システムなどの技術移転契約が結ばれている。

### 国産化と高速化

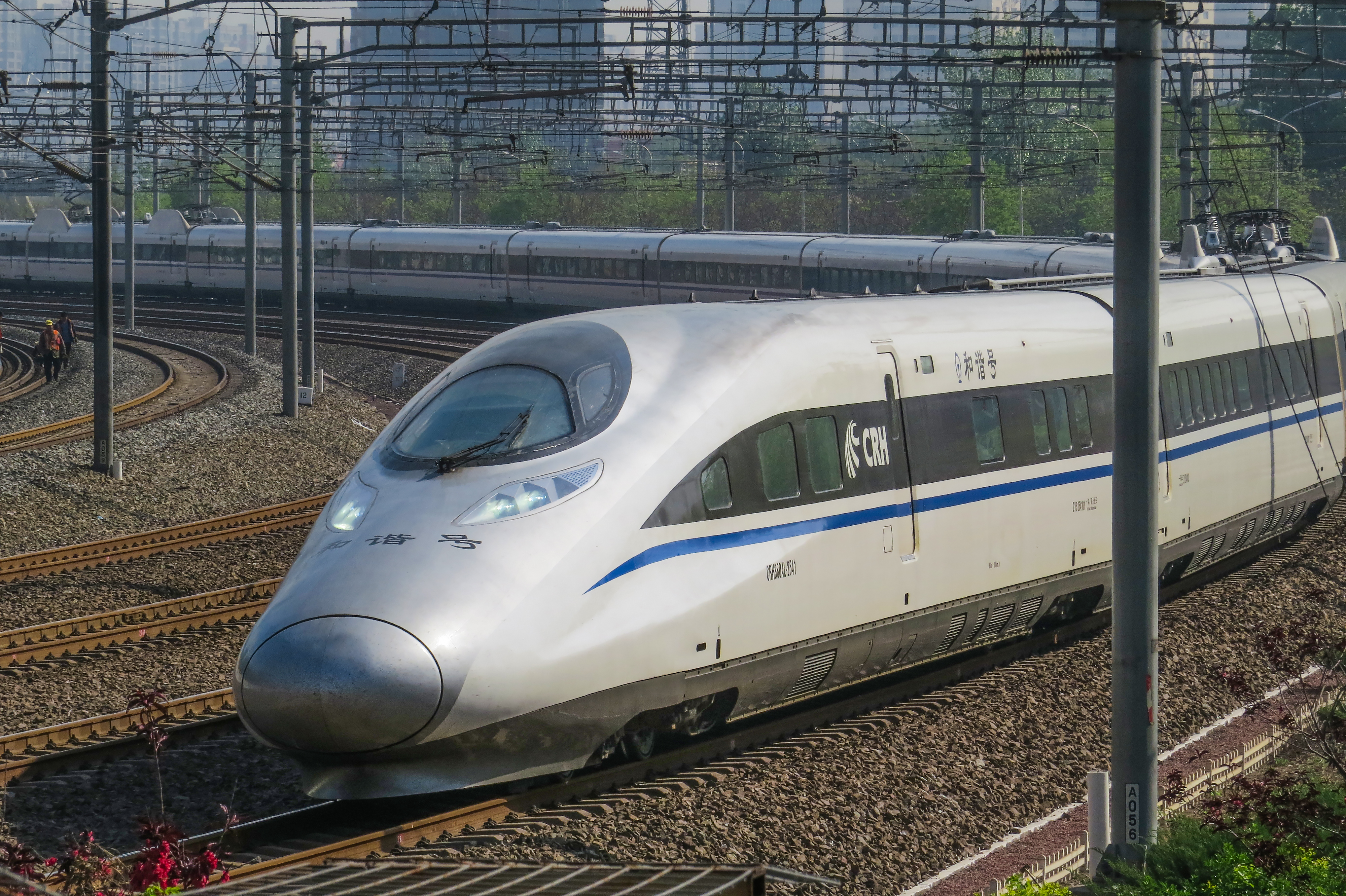
初の国産CRH型車両であるCRH380Aは、486.1km/hの国内最高速度記録を持つ。これは営業列車編成では世界最高速度の記録である。

中国国鉄にとって、外国技術の導入によって生み出された高速鉄道の国産化とさらなる技術革新は重要である。
中国国外の企業からの技術移転によって、中国の工場では鉄道の部品製造が可能になった。三菱電機はMT205型モーターとATM9型変圧器を中国南車集団の子会社の株洲南車時代電気に、日立製作所はYJ92A型モーター、アルストムはYJ87A型モーターを中国北車集団の子会社の永済電機に、シーメンスはTSG型パンタグラフを中国南車集団の子会社の株洲電力機車にそれぞれ技術提供した。現地生産のCRH型車両で使われる部品はごく一部を除いて地元企業から調達されている。
2005年の6月から9月には、鉄道部は高速鉄道新線のほとんどが350km/hに対応して設計されていることから、350km/h運転が可能な車両の入札を受け付けた。シーメンスと唐山軌道客車によるCRH3C型と青島四方機車車輛によるCRH2C型が参加した。なお、最高速度が350km/hとされた根拠は、ベースとなった車両が日本やドイツなどでの試験走行で400km/h台を記録したことに由来する。
川崎重工業とともにCRH2A型を60編成受注し、2年間製造した青島四方機車車輛は、独自で製造する技術を得た。これにより青島四方機車車輛と川崎重工業との間の協力関係は終了し、2008年からのCRH2B型、CRH2C型とCRH2E型のCRH2型の車両は青島四方機車車輛が独自に設計、製造したものである。青島四方機車車輛の親会社の中国南車集団の社長は、「中国南車集団は高速鉄道車両の開発に大胆に取り組み、設計と製造の能力は進歩し続けている。2007年12月には生産ラインが完成し、350km/hで走るCRH型車両の製造を独自に行う」と述べた。
北京・上海間は改良が加えられ、最高速度200km/hで所要時間は10時間であるが、鉄道部は京滬線の輸送力のさらなる増強とより快適なサービスの提供のために、2007年10月に16両編成のCRH1B型を10編成、CRH2B型を20編成（以上2つは座席車）、CRH1E型とCRH2E型を20編成ずつ（後者2つは寝台車）の合計70編成を青島四方機車車輛と青島四方ボンバルディア鉄路運輸設備に発注した。
ボンバルディアが唯一、車両全体を製造する中国企業との合弁事業をしたが、この成功の重要な要因の1つは技術支援であった。青島四方ボンバルディア鉄路運輸設備社は1998年に設立され、中国の国営企業の外国技術の導入による刷新の好例となった。同社の代表はボンバルディアの中国での理念を「会社が持つすべてを合弁事業に注ぎ、中国市場で需要があるものは要求なしで提供すること」だと表現した。試作品が中国国外から輸入された他のCRH型車両と異なり、CRH1型は全て青島で生産されている。
世界最速となる380km/hで運転される予定であった京滬高速鉄道の建設は2008年4月18日に始まった。同じ2008年、科学技術部と鉄道部は「中国の独自の高速鉄道技術の進歩に関する共同計画」に合意し、鉄道部はCRH380A型 (中国南車集団、別称CRH2-350)、CRH380B型 (中国北車集団とシーメンス、別称CRH3-350)、CRH380D型 (ボンバルディアと青島四方ボンバルディア鉄路運輸設備、別称CRH1-350)の3種類の380km/h運転可能な次世代CRH型車両の開発を決め、合計400編成を発注した。2010年10月26日に開業し、世界最速の350km/hで営業運転した（現在は300km/hにされている）滬杭旅客専用線にCRH380A型は導入された。これは完全な国産の車両では初めての高速での営業運転である。
また、前述したように2004年に決定された中長期鉄道網計画（2020年までの高速鉄道路線整備計画）では、経済発展による輸送需要増に対処できなくなる懸念から、鉄道網をより大規模にするよう2008年に改訂された。2010年10月19日、鉄道部は平均時速が500km/hに達する新しい「超高速」鉄道の研究開発を始めたと発表した。

### 汚職問題
2011年2月14日、劉志軍鉄道部長が「重大な規律違反の疑いのため」解任された。同氏は1972年以来、長年鉄道関係の役職を務め、2003年から鉄道部長を務めたほか、党の要職でもあった（経歴の詳細は「劉志軍」の項目を参照）。劉志軍前部長は2008年以降の高速鉄道網の全国展開を進め、「高速鉄道の第一人者」と呼ばれていたが、計10億元（約127億円）もの収賄容疑が浮上している。
また、同年3月23日には、審計署が、京滬高速鉄道の建設に絡み、2010年中の計1億8700万元（約23億円）の不正流用がわかったこと、個別の事例について法的責任の追及を今後進めることを発表した。前鉄道部長の右腕として高速鉄道建設プロジェクトの先頭に立った張曙光鉄道部運輸局局長も2月28日に停職処分を下され、取り調べ中との報道がある。
ニューヨーク・タイムズ紙は前鉄道部長の逮捕は、単なる汚職だけでなく、急速な高速鉄道網整備への中国政府の不安が背景にある可能性を報じている。また、短期間での建設のために路線建設時に品質を犠牲にしていた可能性があり、鉄道部関係者はコンクリートの一部には硬化剤が使われていないと明かしていて、劣化が早く数年後には現在の運用時速350km/hを出せなくなる可能性も言及されている。新任の盛光祖鉄道部長は、汚職によって安全性への疑問が生じていて、路線の完成が遅くなるかもしれないと発言した。

### スピードの低下
中国鉄道部は、2011年7月1日のダイヤ改正に伴い、高速鉄道の最高速度を350km/hから300km/hに引き下げる方針を表明した。理由については「より安全性が増す」「運賃を安く抑えられる」「エネルギー効率の向上」と説明している。これは、高速鉄道の安全性への懸念や、運賃の高さへの批判が高まっていることが、速度低下の原因だと見られている。
また、京滬高速鉄道については、営業運転での最高速度は380km/hになるとも言われていたが、300km/hと250km/hの列車を運行し、2種類の運賃を設定すると発表した。また、ビジネス需要を旅客機から移すため、一等車を導入する計画であったが、顧客にとって手頃な一般座席を増やし、手頃な値段で利用できるようにするとしている。
これまでの「速度重視」路線を見直し、スピードを遅くする代わりに、より多くの客層にとって手頃に、また安全性を高くするというように、中国政府の高速鉄道の方針が転換したといわれている。
なお、2017年に新型車両CR400AF、CR400BF型の就役に併せて350km/hの営業運転を再開している。350km/hへの速度引き上げは、暫くの間京滬高速鉄道に限られていたが、2024年には京広高速鉄道の全線で、2025年には京哈高速鉄道の北京-瀋陽間で350km/h運転が開始されており、最高速度向上の流れは今後も続くものと思われる。

### トラブルと事故
2011年7月23日20時34分（現地時間=UTC+8）、浙江省温州市双嶼路段下嶴路を通る甬台温線（杭福深旅客専用線の一部）で、北京から福州に向かうD301号列車と、杭州から福州に向かうD3115号列車が衝突・脱線事故を起こした。両方とも同じ方向へ向かう列車であり、D3115が落雷に伴い停車していたところへ D301 が追突し、D3115 の列車数両が高架橋から転落した。死者40人、負傷者192人の大事故となった。

2018年1月25日現地時間の正午頃、山東省青島市から浙江省杭州市へ向かう京滬高速鉄道G281号列車16両編成の2号車で電気系統が原因とみられる火災が発生した。安徽省滁州市の定遠駅に停車後、乗客1400人余りは全員避難した。動画や写真からは車輌側面は黒煙を上げ激しく燃えている様子がうかがえる。鎮火後は車体横に大きな穴が開いた。この影響により列車14便が運行を中止した。

2022年6月4日現地時間の10時30分頃、貴州省榕江駅付近で土石流が発生し貴陽北駅から広州南駅へ向かう貴広旅客専用線の列車が土石流に巻き込まれて脱線し、運転士1人が死亡し、乗客7人、乗員1人が負傷した。

### 走行試験等での速度記録 (鉄輪式)
| 年月日           | 車両形式             | 試験速度 (km/h) | 路線                   | 備考              |
| ---------------- | -------------------- | --------------- | ---------------------- | ----------------- |
| 電気機関車       |                      |                 |                        |                   |
| 1997年1月5日     | 韶山8型電気機関車    | 212.6km/h       | 北京環行鉄道（試験線） | [ Note 1 ] [ 78 ] |
| 1998年6月24日    | 韶山8型電気機関車    | 240km/h         | 京広線                 | [ Note 2 ] [ 79 ] |
| ディーゼル機関車 |                      |                 |                        |                   |
| 1999年10月1日    | NZJ1型「新曙光号」   | 200km/h         | 広深線                 | [ 80 ]            |
| 2002年12月9日    | NZJ2型「神州号」     | 210.7km/h       | 秦瀋旅客専用線         |                   |
| 電車             |                      |                 |                        |                   |
| 1998年7月29日    | X2000「新時速」      | 200km/h         | 広深線                 | [ 81 ]            |
| 1999年9月        | DDJ1型「大白鲨」     | 223km/h         | 広深線                 |                   |
| 2000年11月       | DJJ1型「藍箭」       | 235.6km/h       | 広深線                 | [ 82 ]            |
| 2001年11月11日   | DJF2型「先鋒号」     | 249.6km/h       | 広深線                 | [ 83 ]            |
| 2002年9月10日    | DJF2型「先鋒号」     | 292.8km/h       | 秦瀋旅客専用線         | [ 37 ]            |
| 2002年11月27日   | DJJ2型「中華之星」   | 321.5km/h       | 秦瀋旅客専用線         | [ 38 ]            |
| 2008年4月24日    | CRH2C型「和諧号」    | 370km/h         | 京津都市間鉄道         | [ Note 3 ] [ 84 ] |
| 2008年6月24日    | CRH3C型「和諧号」    | 394.3km/h       | 京津都市間鉄道         | [ Note 4 ] [ 85 ] |
| 2009年12月9日    | CRH3C型「和諧号」    | 394.2km/h       | 武広旅客専用線         | [ Note 5 ] [ 86 ] |
| 2010年9月28日    | CRH380A型「和諧号」  | 416.6km/h       | 滬杭旅客専用線         | [ Note 6 ] [ 87 ] |
| 2010年12月3日    | CRH380AL型「和諧号」 | 486.1km/h       | 京滬高速鉄道           | [ Note 7 ] [ 88 ] |
| 2011年1月9日     | CRH380BL型「和諧号」 | 487.3km/h       | 京滬高速鉄道           | [ Note 8 ] [ 89 ] |

備考
1. ↑  韶山8型電気機関車と客車2両の編成
2. ↑  韶山8型電気機関車と客車5両の編成、これは中国の電気機関車の最高速度記録車両として残されている。
3. ↑  CRH2-061C による試験
4. ↑  CRH3-001C による試験
5. ↑  CRH3-013C + CRH3-017C の2編成連結による試験。これは重連運転の世界最速記録でもある。
6. ↑  CRH380A-6001 による試運転。これは8両編成のCRH型車両の最速記録でもある。
7. ↑  CRH380A-6041L による試運転。これは16両編成のCRH型車両の最速記録でもある。
8. ↑  8M8T の CRH380B-6402L を 8M4T に組み替えた試験用特別編成による試験

## 高速列車の運行

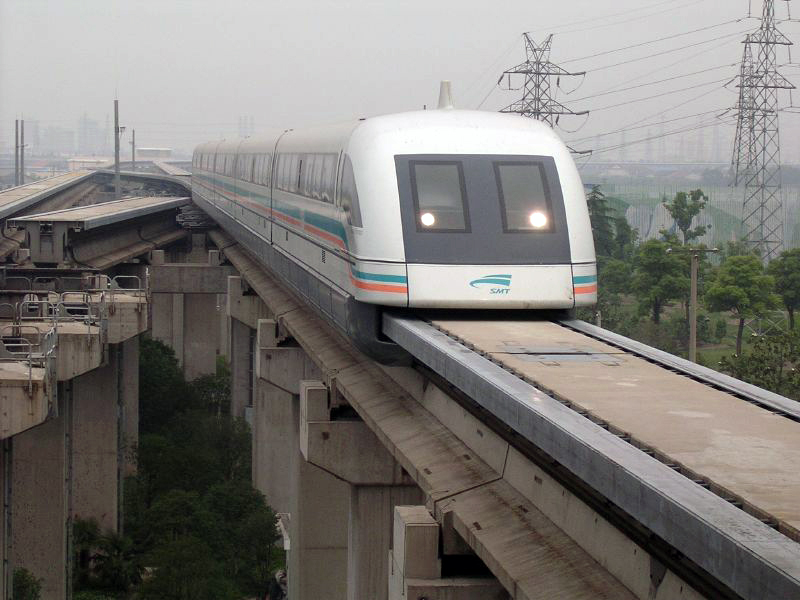
上海トランスラピッド

### リニアモーターカー
トランスラピッドを使用した上海トランスラピッドが、営業中の旅客列車としては世界最速の430km/hで、浦東国際機場駅と竜陽路駅の約30kmを7分で結んでいる。旅客数や火災事故の発生など問題が多いが、延伸の計画がある（後述）。

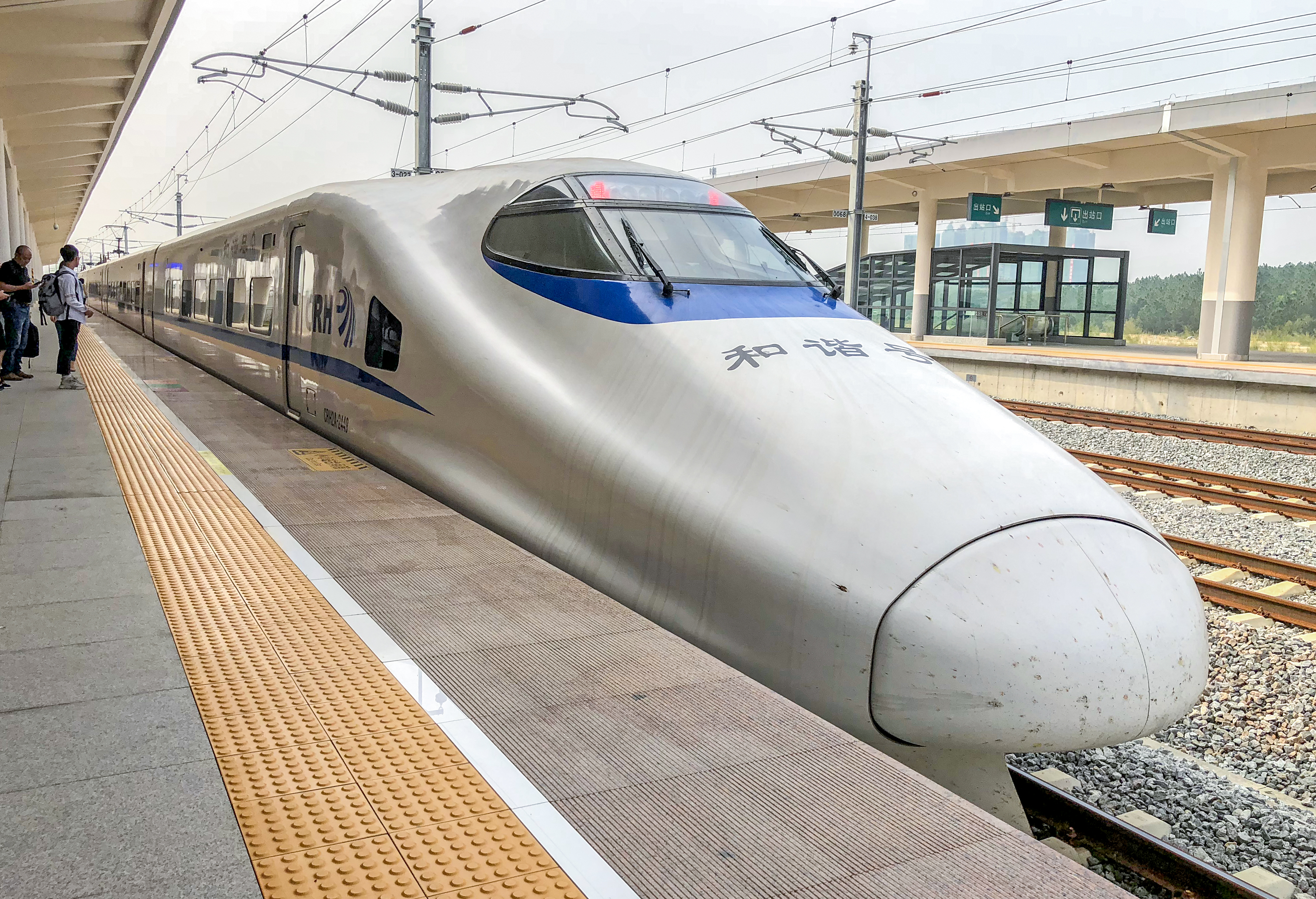
新幹線E2系がベースのCRH2型

### CRH

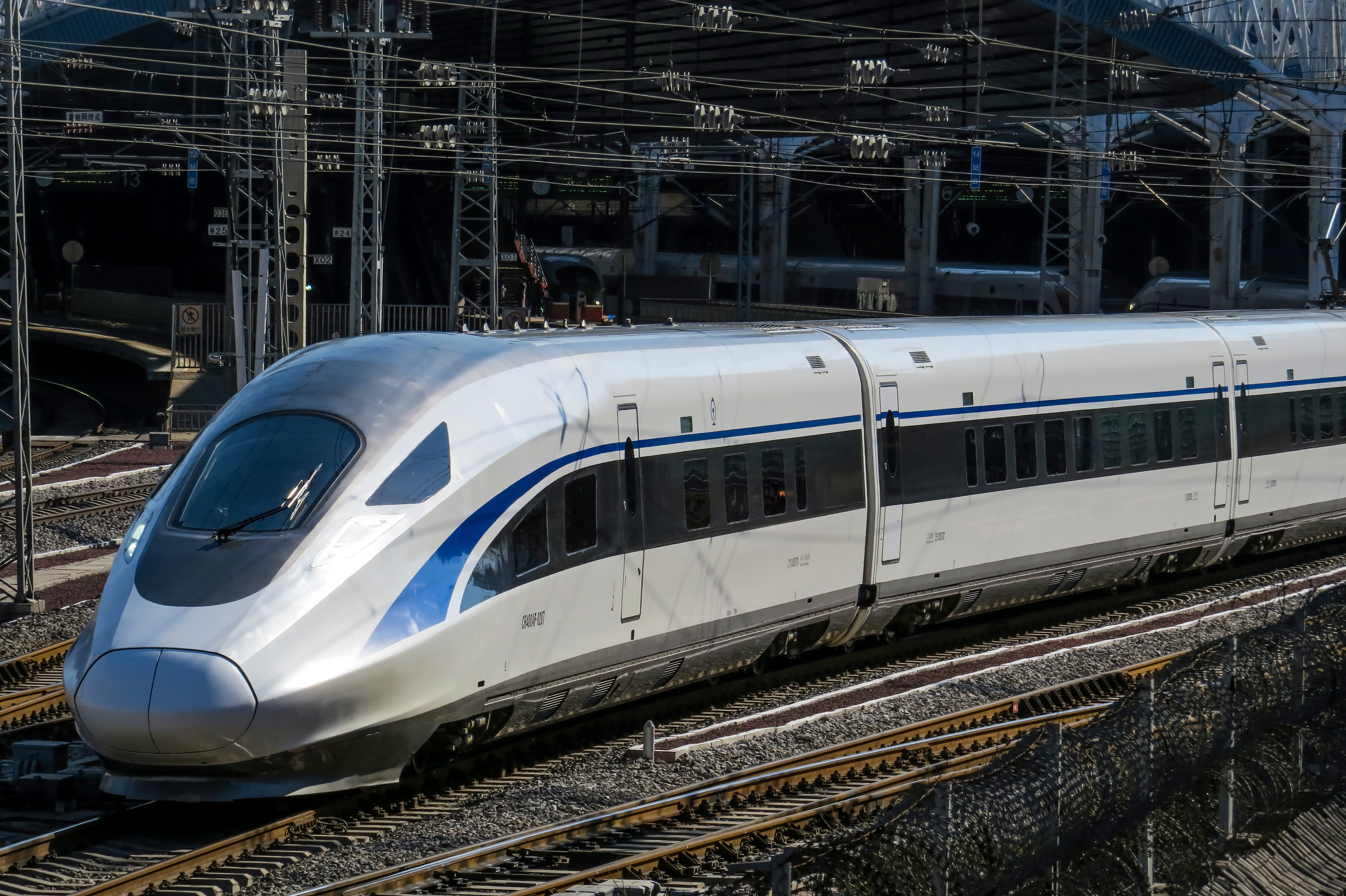
中国高速鉄道CR400AF型電車

「中国鉄路高速（CRH）」という名称は2007年に導入された高速鉄道システムを指しているが、主にCRH型車両（和諧号）を指すことが多い。中国で導入されている高速鉄道車両は大まかに4種類あり、それぞれ違った国々から別々の技術が導入されている。信号、駅、軌道設計、コントロールシステムなども外国からの技術移転で導入された。技術が移転されて国産化が進んでいるが、中国国外の技術で製造した車両の技術トラブルはその国外メーカーが責任を負わなければならない問題も生じている。

#### 主なCRH営業区間
中国東部を主にカバーしている。
- 都市間列車
  - 北京 - 廊坊 - 天津 - 滄州 - 徳州 - 済南
  - 北京 - 保定 - 石家荘
  - 天津 - 唐山 - 秦皇島
  - 大連 - 丹東
  - 大連 - 営口 - 鞍山 - 遼陽 - 瀋陽
  - 瀋陽 - 丹東
  - 瀋陽 - 鉄嶺市 - 四平 - 長春
  - 長春 - 吉林 - 延辺
  - 長春 - 哈爾浜
  - 哈爾浜 - 綏化 - 大慶 - 斉斉哈爾
  - 哈爾浜 - 牡丹江
  - 青島 - 煙台 - 威海
  - 青島 - 日照 - 連雲港
  - 済南 - 徳州 - 石家荘 - 陽泉 - 太原
  - 済南 - 泰安 - 曲阜 - 棗荘 - 徐州
  - 徐州 - 連雲港
  - 徐州 - 商丘 - 開封 - 鄭州
  - 上海 - 蘇州 - 無錫 - 常州 - 鎮江 - 南京
  - 上海 - 嘉興 - 杭州
  - 南京 - 杭州
  - 南京 - 合肥
  - 杭州 - 紹興 - 寧波
  - 寧波 - 台州 - 温州
  - 福州 - 莆田 - 泉州 - 廈門
  - 青島 - 濰坊 - 淄博 - 済南
  - 西安 - 宝鶏
  - 西安 - 三門峡 - 洛陽 - 鄭州
  - 武漢 - 合肥
  - 武漢 - 長沙
  - 重慶 - 成都
  - 長沙 - 南昌
  - 貴陽 - 安順 - 安順 - 曲靖 - 昆明
  - 広州 - 深圳
  - 海口 - 三亜

- 長距離列車
  - 北京 - 広州
  - 北京 - 上海
  - 天津 - 瀋陽
  - ハルビン - 大連
  - 青島 - 太原 - 西安
  - 徐州 - 西安
  - 上海 - 昆明
  - 上海 - 成都
  - 寧波 - 深圳

高速鉄道列車が運転されている路線については#高速鉄道網整備を参照。

## 高速鉄道網整備

“八縦八横”高速鉄路主通道計画図

中国「四縦四横」高速鉄道網計画

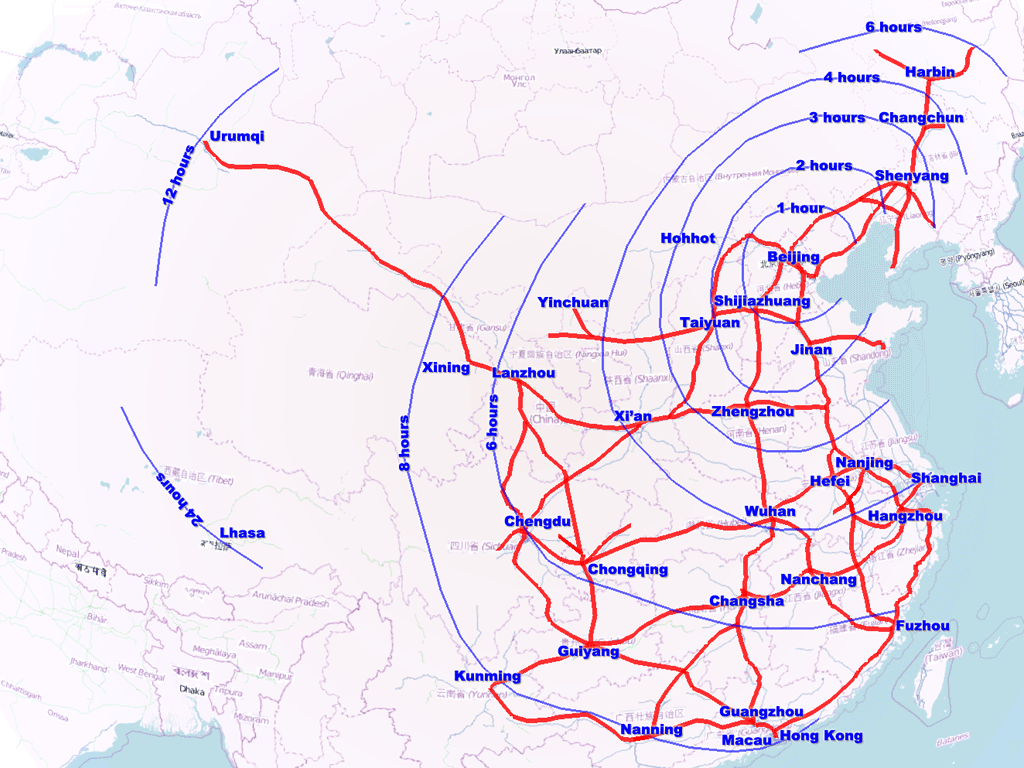
2020年の高速鉄道網の完成後、北京から各省の中心都市に行くのに必要な最短時間を示す地図。

中国の高速鉄道網の整備は、計画、建設費用の負担、経営に渡って、中央人民政府の主導で行われている。2006年に中長期鉄道網計画が決定してから、旅客専用線建設に対して大きな投資が行われ、鉄道建設予算が増大している。他の国鉄線を含めた年間の鉄道建設投資の合計は2004年には516億元だったが、2005年には880億元、2006年には1553億元、2007年には2560億元になった。世界金融危機対策として2008年に決まった内需拡大のための公共投資策「拡大内需十項措施」によって、高速鉄道の建設ペースが早められ、鉄道建設投資は2008年には3300億元、2009年には6000億元、2010年には8235億元と急増している。

### 政策根拠
多くの庶民が高速鉄道料金を払うことができないような開発途上国で、高速鉄道網の整備の必要性はあるのかといった、批判的意見が国内外から存在する。これに対し政府は、コストがかかる高速鉄道建設は、多項目の国の発展目標を支えるものだと主張している。高速鉄道は多くの人口が密集して住む国内で、高速で、信頼性があり快適な、輸送力がある長距離移動手段であるといわれている。高速鉄道整備の利点としては、
- 鉄道の輸送力向上と、広域で労働市場が一体化されることによって、長期的に経済的生産性や競争力が高まる[99]。また旅客専用の高速鉄道に旅客輸送が移ることによって、国から補助金を出して運賃を安く抑える必要がない鉄道貨物の輸送力を増やすことができ、鉄道の利益体質を変えることができる[98]。
- 不況下でも、建設によって雇用が創出され、鉄鋼やセメントなどの建設資材需要を生み出すため景気波及効果がある。京滬高速鉄道の建設では、11万人の雇用が創出されたといわれている[99][100][101]。
- 都市の健全な発展、都市化を促進し、スプロール現象を抑えることができる。高速鉄道は地下鉄を中心とした都市鉄道が整備されつつある都心部間を結ぶ。これらの公共交通によって、渋滞が低減される。
- エネルギー資源の自給と持続可能な開発を促進する。電車は、輸送時の輸送量・1編成あたりの消費エネルギーが少ない。電気を使うことは、輸入に依存している石油を必要する自動車や航空と比較して、再生可能エネルギーを含む多様なエネルギーを使うことができ、環境・安全保障の観点からも優れている[98]。

等が挙げられている。
さらに高速鉄道網整備は、中国の高速鉄道技術を進歩させた。中国の鉄道技術メーカーは国外から導入した技術を素早く習得し、生産を国産化した。例えば川崎重工業から新幹線E2系の技術を導入して、ライセンス生産を行うことで、6年後には、青島四方機車車輛はCRH2A型を日本の協力なしで生産するようになり、川崎重工業との協力関係を終了した。今では中国は、他国に技術を輸出するまでになった。

### 建設計画
2004年に採択され、2008年に修正された中長期鉄道網計画などの中国政府の計画には、「四縦四横」の旅客専用線、都市間鉄道、高速化改造された在来線、西部開発のための新線、海峡西岸線の5種類の高速列車に対応した鉄道がある。
「四縦四横」旅客専用線（“四纵四横”客运专线）
中国の高速鉄道網の中核となり、南北方向の4つ、東西方向の4つの旅客鉄道専用線からなる。
都市間鉄道（城际铁路）
大都市間の移動のための最高速度200 - 350km/hに対応した路線。
高速化改造された在来線（经提速改造后的既有线）
高速列車の走行に対応するように改良された在来線。
西部開発のための新線（西部开发性新线）
西部開発のために建設される鉄道。一部は高速運転に対応する。
海峡西岸線（海峡西岸铁路）
台湾海峡西岸の福建省の高速鉄道計画。海峡に海底トンネルを造る構想もある。

#### 「八縦八横」旅客専用線
「八縦八横」旅客専用線は、2016年7月に中間人民共和国国務院より答申された、従来の「四縦四横」を拡充した中長期路線計画である。答申には同時に、高速鉄道の連絡線（支線）および都市間鉄道の充実も盛り込まれた。

#### 「四縦四横」旅客専用線
「四縦四横」旅客専用線は、鉄道部の中長期鉄道網計画の柱であり、8路線の全長は12,000kmに達する。基本的には、現在貨物列車と旅客列車が競合している幹線に並行した旅客専用線として建設される。完成すれば世界的にも最大規模の高速鉄道網となる。現在多くの区間で建設中であるが、「分段建設、分段通車」方式、すなわち工事が早く完了した区間から開業するという方針で整備されている。「四縦四横」旅客専用線には一部、しばらくの間は貨物列車と共用であったり高速列車に対応していなかったりと「旅客専用線」ではない区間も存在する。

#### 都市間鉄道
都市間鉄道は、主に広域な都市圏の中の、2つの大都市を結ぶために建設される。長距離移動用ではなく比較的短い距離なので、最高速度は200 - 250km/hであるものも多いが、「四縦四横」旅客専用線の一部となっているものなどは300km/h以上に対応している。
背景が緑色の路線は開業済み。
| 路線名                                                   | 路線距離 (km) | 設計速度 (km/h) | 着工日／着工予定日 | 開業日／開業予定日 |
| -------------------------------------------------------- | ------------- | --------------- | ------------------ | ------------------ |
| 京津都市間鉄道                                           | 115           | 350             | 2005年7月4日       | 2008年8月1日       |
| 成都市域鉄路成灌線                                       | 67            | 200             | 2008年11月4日      | 2010年5月10日      |
| 滬寧都市間鉄道                                           | 296           | 350             | 2008年7月1日       | 2010年7月1日       |
| 昌九都市間鉄道                                           | 131           | 250             | 2007年6月28日      | 2010年9月20日      |
| 長吉都市間鉄道                                           | 111           | 250             | 2007年5月13日      | 2010年12月30日     |
| 海南東環鉄道                                             | 308           | 250             | 2007年9月29日      | 2010年12月30日     |
| 広珠都市間鉄道                                           | 117           | 200             | 2005年12月28日     | 2011年1月7日       |
| 寧杭旅客専用線                                           | 319           | 350             | 2008年12月30日     | 2013年7月1日       |
| 成綿楽都市間鉄道                                         | 319           | 300             | 2008年12月30日     | 2014年12月20日     |
| 広仏肇都市間鉄道                                         | 87            | 200             | 2009年9月29日      | 2016年3月30日      |
| 成雅都市間鉄道                                           | 130           | 300             | 2010年10月1日      | 2012年             |
| 武漢都市圏都市間鉄道（武漢 - 孝感 - 黄石 - 咸寧 - 黄岡） | 160           | 250             | 2009年3月22日      | 2016年12月1日      |
| 滬杭都市間鉄道                                           | 251           | 350             | 2008年12月28日     | 2010年10月26日     |
| 青栄都市間鉄道                                           | 299           | 250             | 2010年3月17日      | 2013年9月30日      |
| 柳南都市間鉄道（湘桂線の改良工事の旅客専用別線）         | 226           | 250             | 2008年12月27日     | 2013年12月30日     |
| 莞恵都市間鉄道                                           | 97            | 200             | 2009年5月8日       | 2016年3月30日      |
| 哈斉旅客専用線                                           | 286           | 250             | 2009年7月5日       | 2015年8月17日      |
| 津浜都市間鉄道                                           | 45            | 350             | 2009年10月1日      | 2015年9月20日      |
| 鄭許都市間鉄道（鄭州 - 新鄭空港）                        | 49            | 250             | 2009年12月29日     | 2015年12月31日     |
| 鄭焦都市間鉄道                                           | 77            | 200             | 2009年12月29日     | 2015年6月26日      |
| 鄭開都市間鉄道                                           | 50            | 200             | 2009年12月29日     | 2014年12月28日     |
| 丹大都市間鉄道                                           | 159           | 250             | 2010年3月17日      | 2015年12月17日     |
| 津保都市間鉄道                                           | 145           | 250             | 2010年3月21日      | 2015年12月28日     |
| 成都市域鉄路成蒲線                                       | 99            | 200             | 2010年10月16日     | 2013年             |
| 渝万都市間鉄道                                           | 250           | 250             | 2010年12月22日     | 2016年11月28日     |
| 蘭中都市間鉄道                                           | 63            | 250             | 2010年12月27日     | 2015年9月30日      |
| 瀋丹都市間鉄道                                           | 208           | 250             | 2010年3月17日      | 2015年9月1日       |
| 滬安都市間鉄道                                           | 257           | 250             | 2008年12月28日     | 2014年7月          |
| 成渝旅客専用線                                           | 305           | 350             | 2010年3月22日      | 2015年12月26日     |
| 長株潭都市間鉄道                                         | 96            | 200             | 2010年6月30日      | 2014年             |
| 福州長楽空港鉄道                                         | 54            | 200             | 2010年12月25日     | 2015年             |
| 福州平潭鉄道                                             | 90            | 200             | 2010年12月25日     | 2015年             |
| 吉琿旅客専用線                                           | 378           | 250             | 2010年10月30日     | 2015年9月20日      |
| 綿遂資内自宜都市間鉄道                                   | 68            | 200             | 2011年12月31日     | 未定               |
| 京唐都市間鉄道                                           | 160           | 350             | 2015年12月29日     | 未定               |
| 京張都市間鉄道                                           | 174           | 200             | 2016年6月25日      | 2019年             |
| 広清都市間鉄道                                           | 68            | 200             | 2012年予定         | 未定               |

#### 高速化改造された在来線
2007年4月18日にダイヤ改正された「第6次鉄道高速化」によって、のべ6,003kmの線路で200 km/h以上での運転、その内846kmの線路で250km/h以上での運転がされるようになった。このときには、初めて200km/h運転のために建設され2003年に完成した秦瀋旅客専用線では250km/h運転ができるように改良され、京哈線、京滬線、京広線、広深線、隴海線、滬昆線、膠済線、漢丹線の一部区間で200km/h運転ができるようになった他、武九線、寧啓線などの多くの路線で高速化が実施された。
その後も京九線などで複線化・電化等の高速化工事がされていて、現在も湘桂線などで工事が進められている。

#### 西部開発のための新線
鉄道部の2020年が目標の「中長期鉄道網計画」では、鉄道網が発達した東部・中部のように、中国西部に4万kmの鉄道を建設するとされている。基本的には200 - 250km/hに対応するが、350km/hに対応するものもある。西部大開発との関連事業である。
| 路線名         | 路線距離 (km) | 設計速度 (km/h) | 着工日／着工予定日 | 開業日／開業予定日                           |
| -------------- | ------------- | --------------- | ------------------ | -------------------------------------------- |
| 竜廈線         | 171           | 200             | 2006年12月25日     | 2012年6月29日                                |
| 向莆線         | 604           | 200             | 2007年11月23日     | 2013年9月26日                                |
| 茂湛線         | 103           | 200             | 2009年3月21日      | 2013年12月28日                               |
| 杭黄旅客専用線 | 264           | 250             | 2014年6月          | 2018年                                       |
| 南広線         | 577           | 200             | 2008年11月9日      | 2014年12月26日                               |
| 西成旅客専用線 | 509           | 250             | 2010年11月10日     | 2017年12月6日                                |
| 貴広旅客専用線 | 858           | 250             | 2008年10月13日     | 2014年12月26日                               |
| 蘭新線第二複線 | 1776          | 350             | 2009年11月4日      | 2014年12月26日                               |
| 成貴旅客専用線 | 486           | 250             | 2010年12月23日     | 2014年12月20日（部分開業）、全線開通は2019年 |
| 大西旅客専用線 | 859           | 250             | 2009年12月3日      | 2014年7月1日                                 |
| 呼張旅客専用線 | 287           | 250             | 2014年4月28日      | 2018年                                       |
| 成昆線複線化   | 737           | 200             | 2010年1月16日      | 2014年                                       |
| 渝貴線         | 345           | 250             | 2010年12月22日     | 2017年                                       |
| 滬通線         | 225           | 200             | 2012年             | 未定                                         |
| 淮揚鎮線       | 173           | 200             | 2012年             | 未定                                         |
| 九景衢線       | 349           | 200             | 2012年             | 未定                                         |
| 青連線         | 197           | 200             | 未定               | 未定                                         |
| 運三線         | 83            | 200             | 未定               | 未定                                         |
| 鄭渝旅客専用線 | 1060          | 350             | 2012年             | 2017年                                       |
| 渝長旅客専用線 | 不明          | 350             | 未定               | 未定                                         |
| 渝昆旅客専用線 | 不明          | 200             | 2016年             | 2022年                                       |
| 阜鷹汕線       | 780           | 200             | 未定               | 未定                                         |
| 金麗温線       | 188           | 200             | 2010年1月19日      | 2013年                                       |

#### 海峡西岸線
鉄道部と福建省政府は、2008年3月に「海峡西岸経済圏の新線建設推進についての会議」において、将来中国大陸と台湾を結ぶ高速鉄道を建設する構想を持っていることを明らかにした。この構想は、中華人民共和国政府側のものなので、実現には中華民国政府の協力が必要であり、長大な海底トンネルの技術的問題もあるため、現時点では困難だといわれている。
- 京台高速鉄道（北京 - 福州は京福高速鉄道と呼ばれる）：北京 - 蚌埠 - 合肥 - 巣湖 - 銅陵 - 績渓 - 黄山 - 上饒 - 武夷山 - 南平 - 福州 - 台北（ただし福州 - 台北は中華民国政府の協力が必要）。莆田の沿岸部が台湾海峡トンネルの入口となる。京滬高速鉄道の北京 - 蚌埠、合蚌旅客専用線、合福旅客専用線から構成される。全線で設計時速は350km/h。
- 昆台高速鉄道（昆明 - 廈門は昆廈高速鉄道と呼ばれる）：昆明 - 貴陽 - 桂林 - 郴州 - 贛州 - 竜岩 - 廈門 - 高雄（ただし廈門 - 高雄は中華民国政府の協力が必要）。漳州と泉州蕭厝港には台湾海峡トンネルの入口としてスペースがとってある。長昆旅客専用線の昆明 - 貴陽、貴広旅客専用線の貴陽 - 桂林、桂永郴贛線、贛竜線、竜廈線から構成される。設計時速は200 - 350km/h。

背景が緑色の路線は開業済み。
| 路線名                              | 路線距離 (km) | 設計速度 (km/h) | 着工日／着工予定日 | 開業日／開業予定日 | 構成する 高速鉄道計画 |
| ----------------------------------- | ------------- | --------------- | ------------------ | ------------------ | --------------------- |
| 京滬高速鉄道（北京 - 蚌埠）         | 1318          | 350             | 2008年4月18日      | 2011年6月30日      | 京台高速鉄道          |
| 竜廈線                              | 171           | 200             | 2006年12月25日     | 2012年6月29日      | 昆台高速鉄道          |
| 合蚌旅客専用線                      | 131           | 300             | 2009年1月8日       | 2012年10月16日     | 京台高速鉄道          |
| 長昆旅客専用線（昆明 - 貴陽）       | 1167          | 350             | 2010年3月26日      | 2013年6月30日      | 昆台高速鉄道          |
| 贛竜線（複線電化工事）              | 274           | 200             | 2009年12月29日     | 2013年             | 昆台高速鉄道          |
| 合福旅客専用線                      | 806           | 350             | 2009年12月22日     | 2015年6月30日      | 京台高速鉄道          |
| 合福旅客専用線（福州 - 平潭の延伸） | 90.4          | 200             | 2010年12月25日     | 2015年             | 京台高速鉄道          |
| 貴広旅客専用線（貴陽 - 桂林）       | 857           | 350             | 2008年10月13日     | 2014年12月26日     | 昆台高速鉄道          |

## リニアモーターカーの延長計画
2006年に中央政府によって、リニアモーターカーの延伸計画が承認された。この計画は浦東国際機場駅と龍陽路駅を結んでいる上海トランスラピッドを延伸し、龍陽路駅から上海南駅を通り、上海虹橋国際空港へ至る路線を建設するものである。同時に上海南駅から、杭州東駅に至る全長160kmの上海・杭州リニア線の計画もされているだが、リニアモーターカーはコストが高く、中国国民にとって高価な移動手段が本当に必要かと言う議論もある。また、ドイツがトランスラピッドの中国への技術移転に対して懸念していることも影響している。
2010年5月から開催された上海万博では、会場へのトランスラピッドの乗り入れ計画があったが断念された。2006年5月に中国とドイツの間でトランスラピッド延伸のための技術移転に関する協議が行われたが、中国側は両国が現地合弁会社を設立し、設備や部品の大部分を中国国内で生産する方式を希望した。ドイツ側は、これに対して技術使用権の買取を求めたが中国側はこれを拒否し、協議は中断された。ドイツとの関する協議が難航し建設が間に合わなかっただけでなく、延長予定地ではリニアの磁場による健康被害を懸念する住民の反対運動があり、また総工費350億人民元の巨費も見込まれて無駄との批判も根強かった。
現在、杭州への延長計画が進んでいるという報道がある一方、建設される可能性は低いという報道もある。